# Каннский кинофестиваль 1960
13-й Каннский кинофестиваль 1960 года, проходивший с 4 по 20 мая в Каннах, Франция. «Сладкая жизнь» Федерико Феллини победила под яростный свист в зале. Для того времени фильм содержит слишком много эротических сцен.

## Жюри
- Жорж Сименон (Бельгия) (председатель)
- Марк Аллегре (Франция)
- Луи Шове (Франция)
- Диего Фаббри (Италия)
- Хидеми Има (Япония)
- Григорий Козинцев (СССР)
- Морис Леруа (Франция)
- Макс Липман (Западная Германия)
- Генри Миллер (США)
- Симона Ренан (Франция)
- Улис Пети Де Мурат (Аргентина)
- Жорж Альтман (Франция) (короткометражные фильмы)
- Николя Айе (Франция) (короткометражные фильмы)
- Анри Сторк (Бельгия) (короткометражные фильмы)
- Жан Виви (Франция) (короткометражные фильмы)
- Душан Вукотич (Югославия) (короткометражные фильмы)

## Фильмы конкурсной программы
- Баллада о солдате
- Охота
- Ключ
- Где чёрту не под силу
- Неотправленное письмо
- Пау
- Невинные дикари
- Неприкасаемая
- Телеграммы
- Приключение
- Угрожающий город
- Дама с собачкой
- Девятый круг
- Домой с холма
- Девушка
- Девичий источник
- Макарио
- Модерато кантабиле (7 дней. 7 ночей) (фр.)
- Никогда в воскресенье
- Сыновья и любовники
- Дыра
- Косоглазое счастье
- Бродяги
- Пленительная тень
- L’Amérique insolite
- Первый урок
- Si le vent te fait peur
- Процессия

## Фильмы внеконкурсной программы
- Бен-Гур
- Orient-Occident

## Награды
- Золотая пальмовая ветвь: Сладкая жизнь, режиссёр Федерико Феллини
- Приз жюри:
  - Ключ, режиссёр Кон Итикава
  - Приключение, режиссёр Микеланджело Антониони
- Приз за лучшую женскую роль:
  - Жанна Моро в фильме 7 дней. 7 ночей (Модерато кантабиле)
  - Мелина Меркури в фильме Никогда в воскресенье
- Особое упоминание:
  - Девушка, режиссёр Луис Бунюэль
  - Девичий источник, режиссёр Ингмар Бергман
- Золотая пальмовая ветвь за короткометражный фильм: Улыбка, режиссёр Серж Бургиньон
- Приз Международной Католической организации в области кино (OCIC): Пау, режиссёр Астрид Хеннинг-Енсен